# Crotalaria walkeri
Crotalaria walkeri är en ärtväxtart som beskrevs av George Arnott Walker Arnott. Crotalaria walkeri ingår i släktet sunnhampor, och familjen ärtväxter. Inga underarter finns listade i Catalogue of Life.